# لامبورگینی میورا
لامبورگینی میورا (به اسپانیایی: Lamborghini Miura) خودرویی است که در سال‌های ۱۹۶۶–۱۹۷۲ به تعداد ۷۶۴ دستگاه از آن تولید شده‌است.
از این مدل با وجود تیراژ کم به‌عنوان یکی از مدل های افسانه‌ای و استثنایی لامبورگینی یاد می‌شود.
این خودرو در کلاس خودروی اسپورت قرار گرفته است.
موتور آن ۳۹۲۹ سی‌سی و سیستم جعبه‌دندهٔ آن ۵ دنده به صورت دستی است.

## نگارخانه

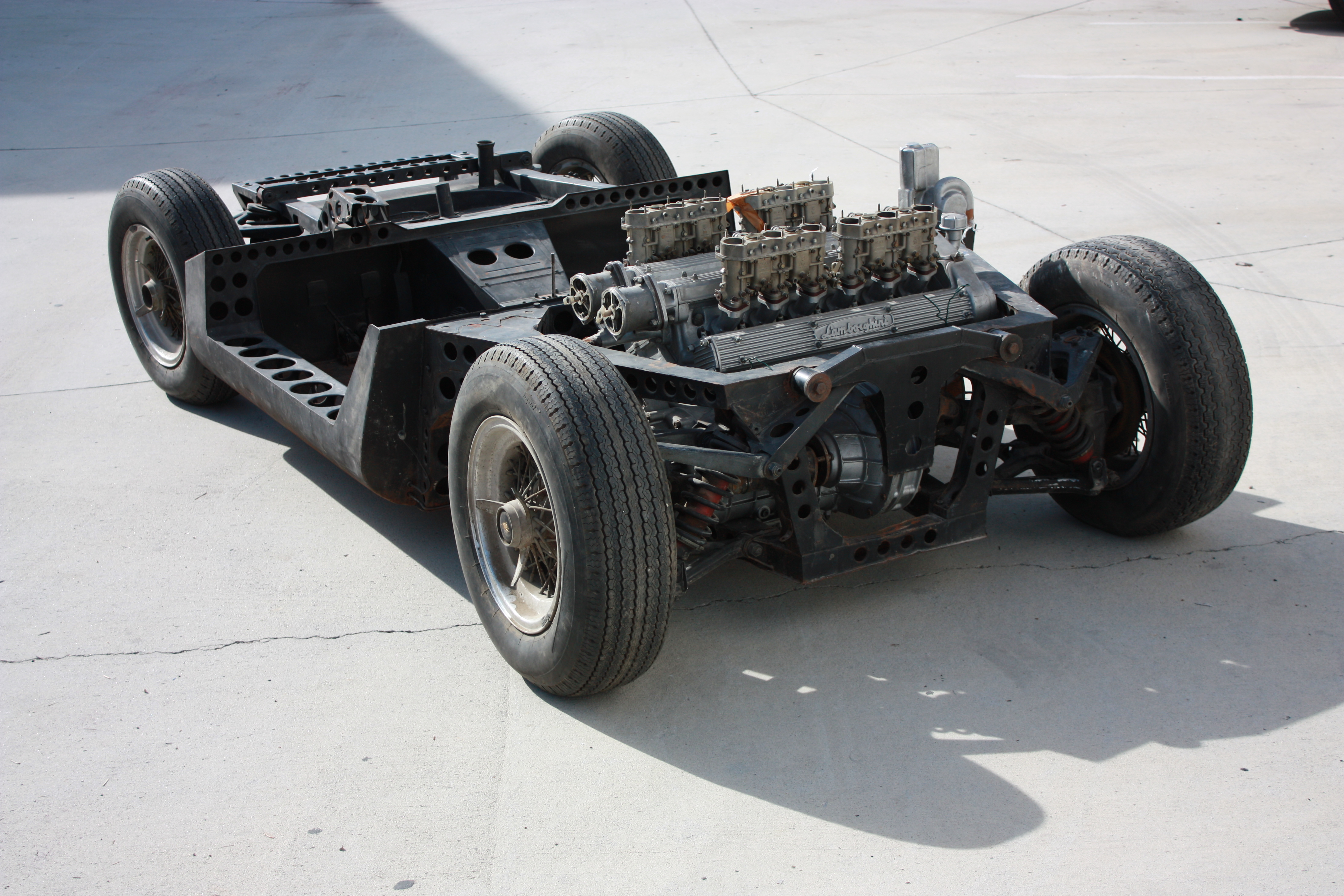
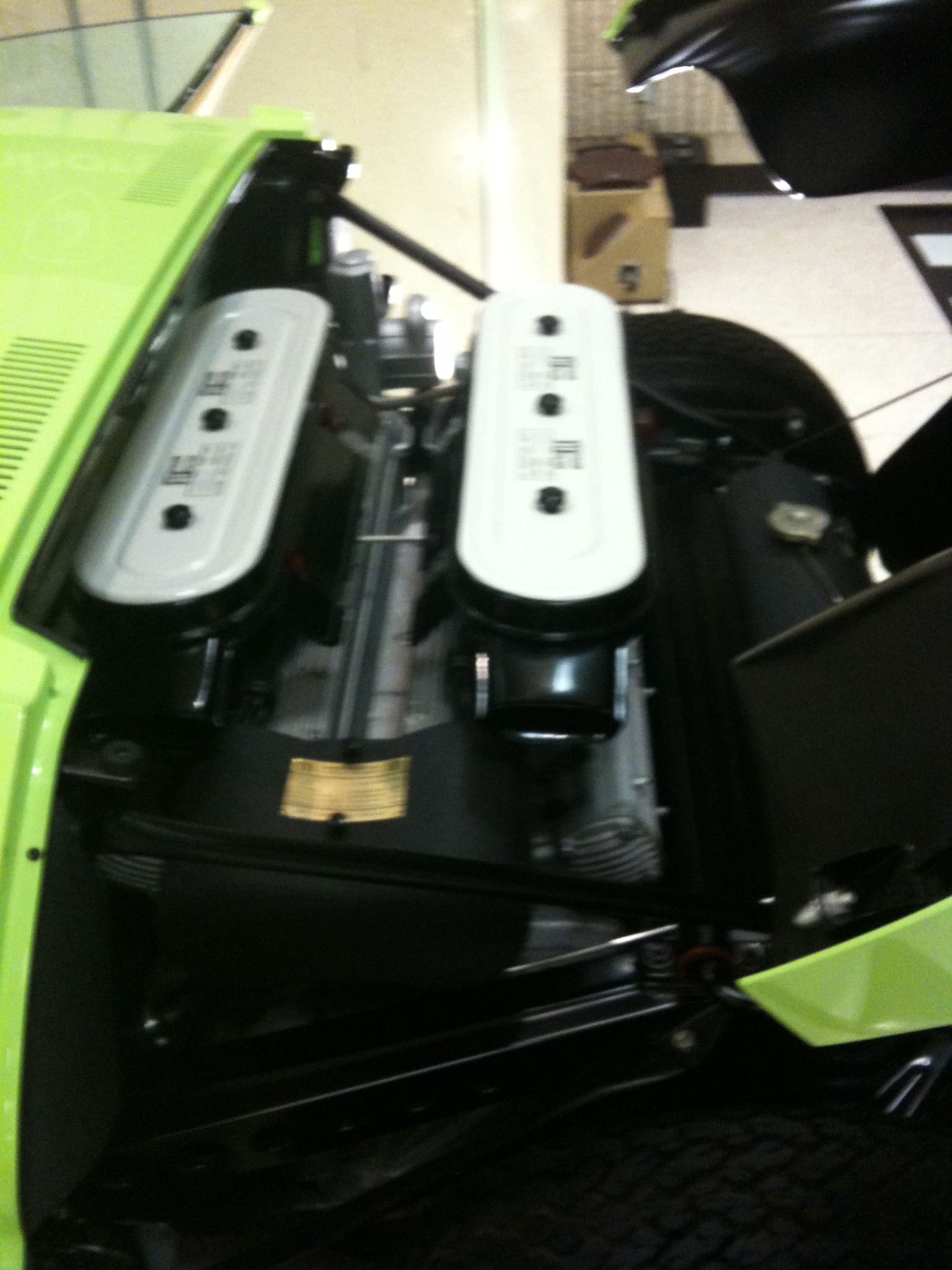